# Български граждани, кандидати за Нобелова награда
България е единствената страна на Балканския полуостров без нобелов лауреат, но е имала кандидатури за Нобелова награда за литература и за Нобелова награда за мир. Тъй като официалната информацията за номинациите, както и обсъжданията на кандидатурите, се пазят в тайна в продължение на 50 години след обявяването на крайните резултати , информацията за номинации, направени преди изтичането на този период, не може да се провери. Така потвърждение може да има само за номинации, направени преди повече от 50 години.

## Потвърдени номинации
От България за Нобелова награда за литература са официално потвърдени номинациите на Пенчо Славейков, Иван Вазов, Иван Грозев и Елисавета Багряна.
Пенчо Славейков (1866 – 1912)

На 30 януари 1911 година шведският учен, писател, поет и преводач акад. Алфред Йенсен прави предложение до Литературната комисия на Шведската кралска академия за номиниране на Пенчо Славейков за Нобеловата награда за литература. Йенсен е превел на шведски език „Кървава песен“ и други произведения на българския поет, който му е бил и приятел. Шведът го включва в списъка на кандидатите и предлага наградата за 1912 г. да бъде присъдена на българския поет. В това време Славейков живее в изгнание в Италия, а от българска страна никой не написва мотивирано изложение до комисията поради неразбирателство кой българин да бъде предложен. Председателят на БАН Иван Гешов предлага за 1912 г. да бъде номиниран Иван Вазов, но и това не се случва. За да не пропусне срока – 1 февруари, на 30 януари Йенсен представя Пенчо Славейков с превода си на „Кървава песен“ – сам направил задълбочена обосновка до комисията по номиниране с предложение да му бъде дадена наградата за 1912 г. Заключението му е, че българинът е „безспорно голям поет, при когото може да се констатира наличието на поетичен шедьовър („Кървава песен“)“. Но на 28 май (10 юни по нов стил) Пенчо Славейков умира на 46 години далече от България – в Брунате, Италия и изпуска шанса да получи световното признание. Но според проучване на преподавателката в университета в Упсала Даниела Асенова в архива на Нобеловия комитет по литература, Йенсен е оттеглил номинацията си още преди смъртта на Славейков.
Иван Вазов (1850 – 1921)

След като през 1912 г. Иван Вазов е предложен за пръв път за номинация от председателя на БАН Иван Е. Гешов, проф. Иван Шишманов отклонява поканата да напише мотивирано мнение, „преди да сме що-годе сигурни, че предложението ни ще бъде взето във внимание“.
Народният поет е бил предложен от проф. Иван Шишманов на 20.09.1916 г. за награда през 1917 г. Застъпник и за Иван Вазов става отново акад. д-р Алфред Йенсен, референт и докладчик на комитета, който още в 1895 г. е превел романа „Под игото“ на шведски език. Гостувал е в дома на народния поет през 1911 г., а и на 2 май 1916 г., като разговарят помежду си на руски. Получава с автограф последната стихосбирка „Песни за Македония“ от Вазов. Шведът е пращан специално от Нобеловата фондация в България за срещи с представители на БАН и с групата на д-р Кръстьо Кръстев. Хора от литературния кръг „Мисъл“ му говорили против Вазов. Смята се, че това може да е оказало влияние върху крайното решение на комисията. В спомените си от 13 декември 1916 г. Шишманов пише в скоби: „Когато Йенсен беше тук, той ми призна, че Кръстев често му бил говорил против Вазова...“ Така и Вазов не получава достатъчна подкрепа в България. Лауреат за 1916 г. става швед, а за 1917 г. – двама датчани.
Иван Грозев (1872 – 1957)

Поет, драматург, литературен критик, учител по литература и автор на книги с религиозен характер. Едно име, което нищо не говори на читателите, един от многото забравени днес поети. Автор е на драмата „Наши хора“ (1903). През 1907 г. заминава за Германия и в Нюрнберг завършва драмата си „Златната чаша“, чийто сюжет е от историята на богомилството. По-късно пише драматичните поеми „Змей“ (1912) и „Семела“ (1922), драмите „Йов“ (1942) и „Съдний ден (Ахасфер)“ (1945). От драмите, върху които работи, недовършена остава „Боян Магьосникът“ (1906). Издава и една стихосбирка, озаглавена „Видения и съзерцания“ (1919). Предложен е за Нобелова награда за литература от проф. Михаил Арнаудов през 1928 и 1929 г.
Елисавета Багряна (1893 – 1991)

Най-голямата българска поетеса пише стихосбирки в няколко литературни стила: жизнерадостно лирично опиянение с широка и плавна мелодия на стиха във „Вечната и святата“ (1927) и „Търкулната годинка“ (1931); жаждите и терзанията на интелектуалността в „Звезда на моряка“ (1931) и „Сърце човешко“ (1936). За тази поезия е предложена за Нобелова награда през 1943, 1944 и 1945 г. от проф. Стефан Младенов (Софийски университет). Тя е сред номинираните и през 70-те години на XX век. Кандидатурата ѝ горещо подкрепя големият творец и приятел на България Артур Лундквист (1906 – 1991), член на Нобеловия комитет за литература. При посещението му в България през 60-те години той е удостоен с наградата на София и петте хиляди долара, които я придружават. Той предлага на няколко пъти Елисавета Багряна, но безрезултатно – може би защото кандидатурата не получава одобрението на тогавашната власт. Не среща достатъчна поддръжка и от останалите 4 члена на Нобеловия комитет.

## Непотвърдени номинации
За кандидатурите на Йордан Йовков, Емилиян Станев, Любомир Левчев, Блага Димитрова, Йордан Радичков, Антон Дончев, Валери Петров, Иван Бързаков има информация в пресата, която не е официално потвърдена от Нобеловия комитет според правилата му. 
Йордан Йовков (1880 – 1937) е номиниран не с българска оценка за творчеството му, а с признанието на турския професор по литература Сабри Смявушгил, който го нарежда между най-добрите майстори на разказа в световната литература. Изказва огорчението си, че Шведската академия на науките не го е забелязала, не го е удостоила с Нобелова награда за литература.
- Йордан Йовков
- Емилиян Станев
- Любомир Левчев

Кандидатурите на Емилиян Станев (1907 – 1979) и Любомир Левчев (1935 – 2019) не успяват по неизяснени причини.
Блага Димитрова (1929 – 2001) е най-близо до високите изисквания на академиците от всички български кандидатури за Нобелова награда. През 60-те години тя е радикален миролюбец и подобно на Стайнбек ходи във Виетнам; през осемдесетте става дисидент; след това политик и държавник - вицепрезидент (1992-1993 г.) – точно по логическата верига от изискуемите от Нобеловия комитет обществени позиции. Въпреки всичко и тя е недооценена като много творци от някогашния социалистически лагер, от който са наградени само четирима до 1989 г. 
Йордан Радичков (1929 – 2004) е много превеждан на чужди езици български автор. Набира световна популярност през 80-те години. Благословен е от папата по време на посещението му в София. За втори път е номиниран за Нобелова награда за литература за 2001 г. от Софийския университет. Ректорът проф. Боян Биолчев получава покана от Нобеловия комитет да номинира български автор и връчва на Радичков Голямата награда на СУ за литература. Кандидатурата е изпратена на 3 декември 2001 г.  Йордан Радичков е една от големите надежди на България, но и той си отива от света с надеждата - в очакване, потиснат и непризнат от шведския комитет.
През XXI век България е поканена още 4 пъти от шведската академия на науките да номинира свой кандидат – за  2005, 2006, 2011 и 2013 г.  През 2010 г. при посещение в София директорът на норвежкия Нобелов институт Гейр Люндеста заявява, че „от всички Нобелови награди България има най-големи шансове да получи тази за литература“. 
Антон Дончев (1930 – 2022) е безспорен кандидат с романа „Време разделно“, който отдавна е получил най-високата оценка от литературната критика и в Швеция. Антон Дончев е предлаган 3 пъти за Нобелова награда. Той е вторият българин, предложен за високото отличие от шведите. Това става през шестдесетте години на XX век. Тогава, за 12 месеца след излизането си, романът „Време разделно“ е преведен на основните европейски езици. В САЩ са написани повече от сто положителни рецензии. Три от големите вестници в Стокхолм също хвалят книгата. Критиците сравняват автора с Иво Андрич, Никос Казанзакис и дори Шекспир. Тези съпоставки правят чест не само на Антон Дончев, но и на българската литература. Логично авторът на „Време разделно“ се очертава като една от най-силните номинации за периода. И тогава в помощ на конкурентите му идва завистта. От София започват да пречат с други предложения, интриги, клевети.
Една твърде деликатна история разказва Иван Гранитски. В средата на XX век в София се случва нещо изключително любопитно с член на Нобеловия комитет. Задачата му е да се срещне с българските кандидати и най-вече с Антон Дончев. Гостът дни наред се радва на прочутото българско гостоприемство. Водят го на морето, показват му красива България. С него е и младата му и красива съпруга. Тя обаче започва да флиртува с човека от службите, който има задачата да охранява високопоставеното семейство. Авантюрата се оказва фатална за българската кандидатура. Внезапно върналият се в хотела съпруг хваща в не съвсем делови отношения двамата флиртаджии. Тогава жената реагира по единствения оневиняващ я начин: започва да крещи, че я изнасилват. Скандалът вече не може да бъде скрит. И тогава излъганият съпруг и авторитетен член на Нобеловия комитет ядосано отсича, че "българите са диваци, които не заслужават нищо". Огорчен, той си тръгва веднага, за да не се върне никога повече. Цялата тази кал достига до шведската кралска академия и тя оттегля номинацията си. 
През 2005 г. Антон Дончев отстъпва само с 1 глас на британеца Харолд Пинтър, а през 2006 го изпреварва турският романист Орхан Памук.  Аргументите против се свеждат до „тяснонационалното“ съдържание на романа, макар че творбите на много от досегашните носители на наградата не са били непременно „широко космополитични“. Памук е отличен, понеже „в дирене на меланхоличната душа на родния си град, открива нови символи за сблъсъка и преплитането на културите.“
Валери Петров (1920 – 2014) е достатъчно известен като поет и преводач не само в Европа. Неговата лирика е характерна със своята поетика и съвършенство на стиха, с пастелното си експресивно излъчване. известен е с преводите си на Уилям Шекспир на български език. Валери Петров е академик на БАН от 2003 година, вписан е в почетния списък на Международния съвет за детска книга заради „Пет приказки“. Автор е на стихотворния цикъл „Стари неща малко по новому“, сборниците „Поеми“, „Стихотворения“, „Дъжд вали – слънце грее“, „Като погледнеш назад“, „Стихотворения и поеми“, „Сатирични поеми“, „Прозирност“, стихосбирките „Стихотворения“ (1949), „Стихове 2007“, „Стихове 2008“, „Стихове 2009“, „Стихове 2010 – 2011“, „Стихове 2012 – 13“ и др. Не е известно какви аргументи може да има срещу него Шведската академия на науките.
Вера Ганчева, живяла години в шведската столица, свидетелства, че в Нобеловата библиотека материалите за българските учени и писатели са много оскъдни.
Иван Бързаков (1942) е учен от световен мащаб, професор, полиглот с многостранни интереси и познания в областта на педагогиката, психологията, философията, лингвистиката, литературата, изкуствата. Емигрант в САЩ от 1976 г. През 1978 г. основава в Сан Франциско Международен образователен институт по ускорено обучение и използване на класическата музика за редуциране на стресови състояния. Създател е на система, която се прилага не само в преподаването, но помага самоконтрола, изявата в спорта или изкуството и в живота. На основата на тази система през 1988 г. в Калифорния е предложен закон за образователен модел за училищата. В България през 1996 г. същата система е одобрена като национална програма за редуциране на стреса и видоизменяне на отрицателните емоции в положителни.
Иван Бързаков е създател и на новаторски метод за ускорено обучение и възприемане на изкуството, който нарича AOLIA. Поезията му е антикомунистическа и за нея е номиниран 3 пъти за Нобелова награда, а в края на 2015 г. очаква четвърта номинация. Издава книгата „Яростно в скръбта“, в която описва живота и хората в България на три цикъла. Едни от стиховете му са посветени на мъката от годините на комунизма, а други - на лишения от памет, истина и морал посткомунистически ден, скръбта по сегашното страдание и отчаяние в родината и надежда в бъдещето.

## Лауреат, роден в България
Има носител на Нобелова награда за литература, роден в България. Елиас Канети е роден през 1905 г. в Русе като гражданин на България от еврейски произход (майка от стар сефарадски еврейски род в Русе, баща от одрински еврейски род, изселен в Русе). Той напуска Русе, когато е на шест години. С турски паспорт заминава с родителите си за Англия и получава британско гражданство. Веднага след пристигането им на острова баща му умира. С майка му се установяват във Виена. Пише на немски, не говори български и повече не е идвал в България. Като австрийски писател става нобелов лауреат за литература за 1981 г. „за творби, белязани с широки възгледи, богатство на идеи и артистична сила“. „Спасеният език. Историята на една младост“ е първият том на неговата автобиографична поредица, която довежда до номинирането на писателя. В първата част авторът разказва за ранните си години и спомените си от родния град Русе, наричан от него Русчук. Канети започва с думите: „Русчук, в долното течение на Дунава, където съм се родил, беше чудесен град за едно дете и ако кажа, че той беше в България, давам непълна представа за него, тъй като там живееха хора от най-различен произход и само за един ден можеха да се чуят седем или осем езика.“ Описани са родната къща, както и магазинът на дядо му. Автентичната сграда е запазена и може да се види днес на улица „Славянска“ № 12 в Русе. Писателят показва как България го е вдъхновила по пътя му към високото литературно отличие. Завършва живота си в Швейцария. 